# كورومانديل الهولندية
كورومانديل  كانت محافظة شركة الهند الشرقية الهولندية على ساحل كورومانديل بين 1610 حتى تصفية الشركة في 1798. ثم أصبحت مستعمرة مملكة الأراضي المنخفضة حتى 1825، حتى تم التخلي عنها للبريطانيين وفقاً المعاهدة الأنجلو هولندية 1824. وقد بدأ الوجود الهولندي باحتلال منطقة بلكات من البرتغاليين. وهي جزء مما هو اليوم الهند الهولندية.